# مستقليك (ترمذ)
مستقليك هي بلدة في مقاطعة ترمذ في ولاية صرخنداريا في أوزبكستان.